# Oslo Jazzfestival

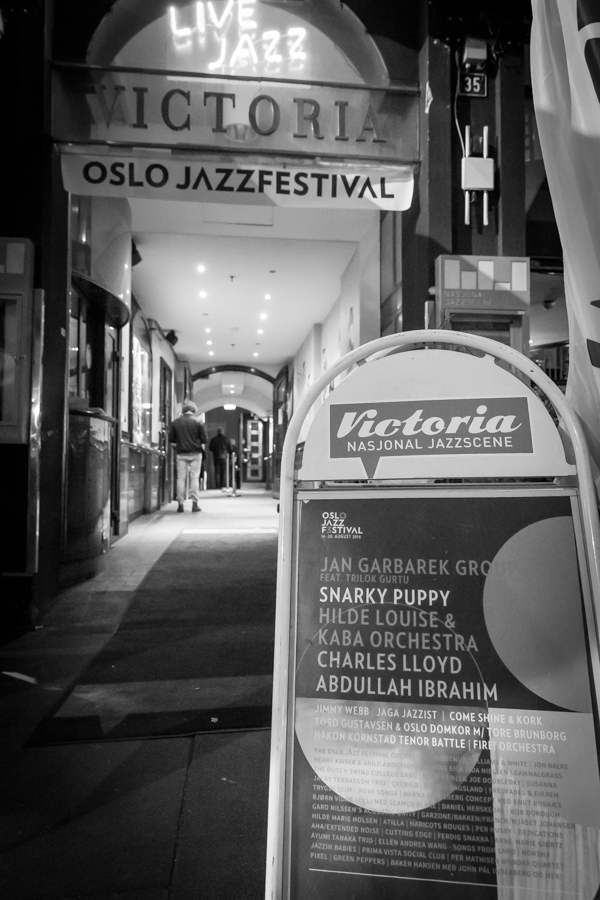
Oslo Jazzfestival (Spielstätte Victoria Teater 2016)

Das Oslo Jazzfestival findet jährlich seit 1986 eine Woche lang Mitte August in Oslo statt. Neben Jazz werden auch andere Stilrichtungen wie Blues oder Soul präsentiert.
Hauptspielstätten sind die Domkirche, das Kinderkunstmuseum, das Sentralen-Kulturhaus, das Opernhaus, das Grand Hotel und die Nationale Jazzbühne im Victoria Teater. Außerdem wird in verschiedenen Clubs (wie dem Cosmopolite) gespielt.

## Geschichte
Anfangs dominierte Mainstream-Jazz das Programm des Festivals. Daneben spielten 1986 Benny Waters, 1987 Cab Calloway, 1988 Joe Williams und Clark Terry, 1989 Buddy Guy, Junior Wells und die Dirty Dozen Brass Band, 1992 Jay McShann mit Clark Terry, Al Grey, Milt Hinton und Ben Riley.
1993 spielten dort Bob Wilber mit Scott Hamilton, 1994 Niels-Henning Ørsted Pedersen mit Dick Hyman und Rebecca Parris mit Gary Burton, 1996 Illinois Jacquet, 1997 Benny Carter. 
2002 nahm man auch andere Strömungen wie Electronica, Hip-Hop, Avantgarde Jazz und Rhythm & Blues ins Programm. 2008 nahm Paul Bley im Rahmen des Festivals sein Soloalbum Play Blue (Oslo Concert) (ECM, 2014) auf.
2011 gastierten internationale Künstler wie
Charlie Haden,  Kenny Garrett, Tom Harrell und Brian Blade;?aus aus Skandinavien Nils Petter Molvær mit Trio, der Saxophonist Trygve Seim, die Sängerin Sidsel Endresen mit Humcrush, Karin Krog mit Bengt Hallberg, der Pianist Jon Balke mit seiner Band Magnetic Book, Fire! des schwedischen Pianisten Mats Gustafsson, Silje Nergaard, das Quartett Come Shine und die Sängerin Anita Skorgan. 2012 trat Tony Bennett auf.

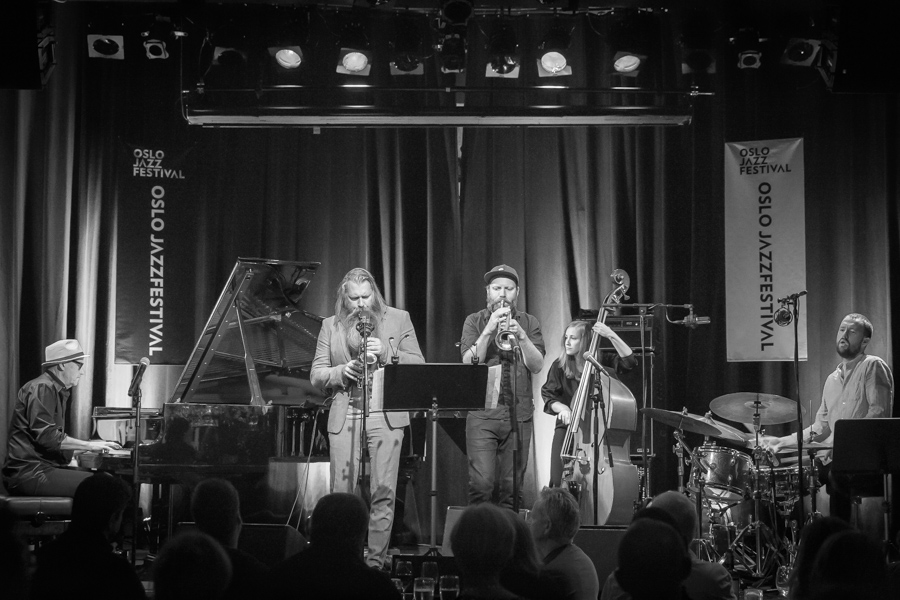
Das Oslo Jazzfestival Orchestra 2016 im Victoria Teater: Mathias Eick (Trompete), Trygve Seim (Saxophon), Jon Balke (Piano), Ellen Andrea Wang (Bass) und Gard Nilssen (Schlagzeug)

## Ella-prisen
Seit 1995 wird jährlich eine Skulptur von Mariann Hazeland, die Ella Fitzgerald darstellt, überreicht an eine Person, die das Festival bzw. die Jazzszene in Oslo gefördert hat. 
Preisträger:
- 1995: Randi Hultin, Journalist aus Oslo
- 1996: Stein Kagge, Journalist aus Oslo
- 1997: Totti Bergh, Saxophonist aus Oslo
- 1998: Kristian Ystehede, Multiinstrumentalist
- 1999: Laila Dalseth, Vokalistin, die in Oslo wohnt
- 2000: Tore Jensen, Trumpeter, der in Oslo wohnte
- 2001: Miloud Guiderk, Musiker und Impresario
- 2002: Eivind Solberg, Trompeter, der in Oslo wohnt
- 2003: Roald Helgheim, Journalist
- 2004: Gerhard Aspheim, in Oslo wohnender Posaunist
- 2005: Peter T. Malling, Geschäftsmann, Gründer von Jazzradioen
- 2006: Hank O’Neal, Jazzproduzent, Photograph und Journalist
- 2007: Bjørn Petersen, Chef von Gemini Records in Oslo
- 2008: Karin Krog, Vocalistin aus Oslo
- 2009: Bodil Niska, Saxophonist und Jazzunterhalter
- 2010: Arild Andersen, Bassist aus Oslo
- 2011: Aage Teigen, Posaunist und Gründer des Oslo Jazzfestival
- 2012: Bugge Wesseltoft, Musiker, Produzent und Gründer von Jazzland Recordings
- 2013: Erlend Skomsvoll, Pianist und Orchesterleiter
- 2014: Odd André Elveland, als Gründer der Initiativen Improbasen und Kids in Jazz
- 2015: Espen Nilsen, Chef des Osloer Jazzlokals Herr Nilsen (eine der Spielstätten des Festivals)
- 2016: John Trehjørningen, einer der Macher des Oslo Jazzfestival
- 2017: Bjørn Stendahl, Jazzhistoriker

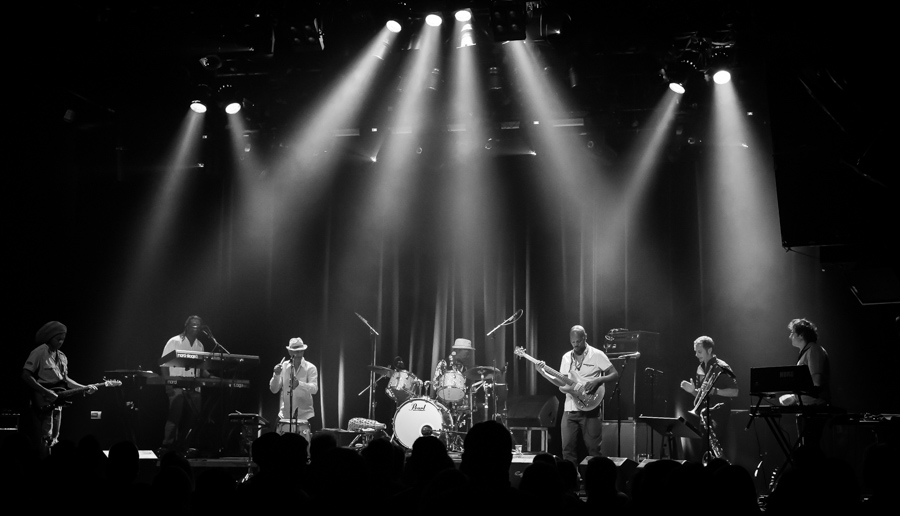
Oslo Jazzfestival 2015: Die Band von Tony Allen

- 2018: Jon Christensen, Musiker
- 2019: Paolo Vinaccia, Musiker